# Https
A https egy URI-séma, amely biztonságos http kapcsolatot jelöl. Szintaktikailag megegyezik a http sémával, amelyet a HTTP protokollnál használnak, de a https nem önálló protokoll, hanem csak egy URI séma, mely azt jelzi, hogy a HTTP protokollt kell használni a szerver 443-as TCP portján a HTTP és a TCP szintek közé titkosító/autentikáló SSL vagy TLS réteg beiktatásával. (A titkosítatlan HTTP rendszerint a 80-as TCP portot használja.)
A https-t a Netscape fejlesztette ki, hogy a webes kommunikáció titkosítható és autentikálható legyen. Ma széles körben használják ezt a rendszert a weben biztonságilag kritikus kommunikációknál, mint amilyenek például a fizetési tranzakciók és a felhasználói jelszavas bejelentkezések.

## Működése
A https nem különálló protokoll, hanem SSL vagy TLS kapcsolat feletti HTTP kommunikációra utal. A https: kezdetű URL-ben megadható TCP port is, de alapértelmezett értéke 443.
Ahhoz, hogy egy webszerver https kéréseket tudjon fogadni, az adminisztrátornak tanúsítványt (angolul public key certificate) kell készítenie.

### Kétkulcsos titkosítás
A https alapja a kétkulcsos titkosítás. A kulcspár két összetartozó, nagyon nagy (több száz jegyű) szám. A titkosítandó szöveget az egyik szám segítségével, egy nyilvános eljárással rejtjelezzük. Az így kapott üzenet ugyanazzal az eljárással, de a kulcspár másik tagjának segítségével fejthető csak vissza.
Ha a kulcspár egyik tagját titokban tartjuk, a másik kulcsot nyilvánosságra hozzuk, és valaki egy üzenetet a nyilvános kulcsunkkal rejtjelez, akkor azt csak mi fogjuk tudni elolvasni. A titkosítás mindig a nyilvános kulccsal történik.
A nyilvános kulccsal visszafejthetők lesznek azok az üzenetek, amelyeket mi rejtjeleztünk. A visszafejthetőség igazolja, hogy a titkos üzenetet mi írtuk (hiszen a titkosító kulcsot csak mi ismerjük), ezért ezt az eljárást digitális aláírásnak nevezzük. A digitális aláírás tehát mindig titkos kulccsal történő rejtjelezést jelent.

### Tanúsítóhely
Ha egy webszerver nyilvános kulcsát le tudjuk kérdezni, és azzal titkosítunk, akkor az üzenetünket csak a webszerver fogja tudni elolvasni. Az üzenet titkosságával tehát már nincs baj, abban viszont még nem lehetünk biztosak, hogy a titkosított üzenetünk ahhoz jutott, akinek szántuk, hiszen titkosító kulcspárt bárki tud csinálni. Más szóval: a webszerver hitelessége még nincs biztosítva.
A hitelesség biztosításának egyik módja a tanúsítvány. Ez egy igazolás arról, hogy a webszerver nyilvános kulcsa hiteles. Az igazolás kiadója egy tanúsítóhely (Certificate Authority), az igazolás hitelességét az ő digitális aláírása biztosítja, valamint az a tény, hogy a tanúsítóhelyet a böngésző írói felvették a böngészőben a hiteles tanúsítóhelyek listájába.
A tanúsítóhelynek tehát hasonló szerepe van a digitális hitelesítésben, mint a közjegyzőnek a papír alapúban. Fontos különbség viszont, hogy a tanúsítóhelyet nem hatóság, hanem a böngésző „nevezi ki”.

### Kulcs generálása
A webszerver tulajdonosa generál egy titkosításra alkalmas kulcspárt. Erre számos szoftver van, pl. a nyílt forráskódú openssl. A kulcs hossza a példában 2048 bit.
```
openssl genrsa -out 
név
.key 2048             # titkos kulcs
openssl rsa -in 
név
.key -pubout >
név
.pub     # publikus kulcs
```

Egy másik nyílt forrású eszköz a certtool. A publikus kulcs a fentihez hasonlóan állítható elő.
```
certtool -p --bits=2048 --outfile 
név
.key
```

### Tanúsítványkérelem előállítása
A tanúsítványkérelem a szerver adatainak (URL, IP-cím, szervezet neve, stb.) a szerver titkos kulcsával aláírt alakja. A kérelem része a nyilvános kulcs, de nem része a titkos kulcs. A titkos kulcsot egyedül a webszerver tulajdonosa tudja, még a tanúsítóhely sem.
A tanúsítványkérelem előállítása pl. az előbb már említett certtool-lal (de openssl-lel is lehet):
```
certtool -q --load-privkey 
név
.key --outfile 
név
.csr
```

A certool felteszi a kérelemhez szükséges kérdéseket, majd megfelelő formában eltárolja kérelmet. A kérelem aláírásához szüksége van a szerver titkos kulcsára.
A kérelem nemcsak egy szerverre, hanem egy egész szervezetre, vagy akár egy egész domainre vonatkozhat.

### Tanúsítvány
A tanúsítvány az aláírt tanúsítványkérelem. A kérelem aláírható a szerver (titkos) kulcsával: ez az önmagával aláírt (self-signed) tanúsítvány. Ha ilyen tanúsítványú webszerverre tévedünk, a böngésző figyelmeztet, hogy a tanúsítvány nem megbízható. Csak akkor szabad elfogadni, ha a szerver nyilvános kulcsához megbízható forrásból jutottunk hozzá, nem az internetről.
A megbízható tanúsítványhoz a kérelmet a böngészők által elfogadott tanúsítóhelyek egyikével kell aláíratni. Az így kapható tanúsítványnak biztonsági szempontból két fokozata van:
1. Egyszerűsített. A tanúsítóhely igazolja, hogy a tanúsítvány tulajdonosa valóban birtokolja a szervert, de arról nem mond semmit, hogy az-e, akinek állítja magát a tanúsítványban. Előnye, hogy ilyen, a böngészők által is elfogadott tanúsítványt papír nélkül, online is lehet szerezni, akár ingyen is, bár úgy csak rövid lejáratra.
2. Kiterjesztett. A regisztráló a kérelem benyújtásakor személyesen, papír alapú dokumentumokkal igazolja, hogy jogosan képviseli a kérelemben megnevezett tulajdonost. A legtöbb bank ilyen tanúsítványt használ, akárcsak a Wikipédia szerverei.

Az aláírás előtt a tanúsítóhely felveszi az adatok közé az érvényesség időintervallumát.
A böngésző ellenőrzi a tanúsítvány aláíróját a saját tanúsítóhely-adatbázisa alapján. Felkeresi a tanúsítóhelyet, és ellenőrzi azt is, hogy időközben visszavonták-e a tanúsítványt. Az ellenőrzés eredménye az URL előtt látható zöld vagy sárga háromszöggel megjelölt lakat formájában. A lakatra kattintva meg lehet nézni a tanúsítványt.

## Biztonsági beállítások https protokollban
A https protokoll ugyan jóval biztonságosabb a http-nél, de maradtak benne biztonsági problémák, melyek újabb védekezést igényelnek.

### Tanúsítvány visszavonása
A kompromittálódott tanúsítványt vissza kell vonni. A kapcsolatfelvételkor ellenőrizni kell a kapott nyilvános kulcs, a kibocsátó tanúsítóhely és a teljes tanúsítványlánc kulcsainak érvényességét. (Volt már rá példa, hogy tanúsítóhely kompromittálódott.) A tanúsítvány érvényességének ellenőrzésére szolgál a Online Certificate Status Protocol(en).

### A tanúsítóhely hitelesítése
A tanúsítványnak biztosítania kellene, hogy a böngésző a szándékaink szerinti szerverhez kapcsolódik. Van azonban egy gyenge pont: a tanúsítóhelyek nem kommunikálnak egymással, így elképzelhető, hogy egy másik tanúsítóhelytől egy kalóz tud szerezni egy (majdnem) azonos nevű szervezethez tartozó tanúsítványt egy másik szerverhez. A felhasználók nem fogják észrevenni a tanúsítóhely változását, ha a kalóznak sikerül magára irányítania a kapcsolatot: a böngésző nem figyelmeztet, hiszen ez a tanúsítvány is megbízható.
Ennek elkerülésére a névszerverek rekordtípusai közé felvettek egy új típust CAA(en) betűnévvel, mely megadja az ahhoz a bejegyzéshez tartozó tanúsítóhelyet.

### HPKP
A veszély hasonlít a CAA-nál leírtakra, de annál nagyobb. Volt már rá példa, hogy tanúsítóhelyet törtek fel, és adtak ki a nevében hamisított tanúsítványokat.
Védekezni úgy lehet, hogy a webszerver elküldi az aktuális tanúsítványának és a tanúsítványkérelmének az ujjlenyomatát (nem hamisítható kivonatát) a kliensnek, amely azt – a HSTS-hez hasonlóan – megjegyzi, és a továbbiakban csak azt a tanúsítványt fogadja el az oldaltól. Ha a tanúsítvány kompromittálódik, a kérelemmel új tanúsítványt szerez, melyet a kliens a korábbi kérelem-ujjlenyomat alapján fogad el.
Az ujjlenyomat használata azért fontos, hogy a tanúsítványkérelmet ne kelljen a szerveren tartani. A kérelmet új, nem az interneten tartott kulccsal célszerű aláírni (arra az esetre, ha a titkos kulcsot a szerverről megszereznék a támadók).

### HSTS
A HSTS(en) azt jelenti, hogy a webszerver a https-válaszok fejlécébe olyan információt tesz, ami  jelzi a böngészőnek, hogy ehhez a laphoz a fejlécben megadott ideig mindig https-sel kell fordulni. Ez akkor hasznos, ha a webszerver egyes URL-jei még mindig http protokollt tartalmaznak.
Pl. ha a wget parancssoros böngésző HSTS fejlécet kap, akkor a ~/.wget-hsts nevű fájlba ilyen információt tesz:
| # HSTS 1.0 Known Hosts database for GNU Wget. # Edit at your own risk. # <hostname> <port> <incl. subdomains> <created> <max-age> hu.wikipedia.org 0 1 1505497215 106384710 | 1505497215 a HSTS-fejléc érkezési dátuma másodpercben. Magyar idő szerint 2017. szept. 15., péntek, 19:40:15. A második szám több mint három év, ugyancsak másodpercben. Ezt a magyar Wikipédia szervere küldte egy wget-es https-lekérdezésre. |

## Használata az interneten
2017 januárjában a Chrome webböngésző az olyan weboldalakat, amelyek a titkosított HTTPS protokoll nélkül gyűjtenek adatokat, nem biztonságosként kezdte el megjelölni. Ez a módosítás várhatóan jelentős mértékben növeli majd a HTTPS használati arányát. 2017 februárjában a magyarországi domainnevek kb. 9,4%-ánál alkalmazták a HTTPS protokollt.